# 盧蘭德 (密西西比州)
盧蘭德（英語：Lurand）是位於美國密西西比州科荷馬縣的非建制地區。

## 地理
盧蘭德所處的海拔為高於海平面48米（即157英呎），而該地所採用的時區為UTC-6，即北美中部時區（CST）。同時該地設有夏令時間，為UTC-6調快一小時，即UTC-5（CDT）。